# Anne Schaefer
Anne Schaefer (St. Louis, 10 luglio 1870 – Los Angeles, 3 maggio 1957) è stata un'attrice statunitense.

## Biografia
Nata nel 1870 nel Missouri, a St. Louis, iniziò a lavorare nel cinema nel 1909 in ruoli che, data l'età matura, erano in prevalenza di genere matronale. Proseguì la sua carriera di caratterista per una trentina d'anni, prendendo parte ad oltre 150 film. La sua ultima apparizione sullo schermo fu nel 1938, ne Il ragno nero.
L'attrice morì a 86 anni, a Los Angeles, il 3 maggio 1957.
Era zia delle attrici Eva e Jane Novak.

## Filmografia

### 1909
- The Grandmother, regia di Gene Gauntier – cortometraggio (1909)

### 1911
- The Long Skirt – cortometraggio (1911)
- The Second Honeymoon, regia di Van Dyke Brooke – cortometraggio (1911)
- Wages of War, regia di Van Dyke Brooke – cortometraggio (1911)
- The General's Daughter – cortometraggio (1911)
- The Prince and the Pumps – cortometraggio (1911)
- A Friendly Marriage, regia di Van Dyke Brooke – cortometraggio (1911)
- The Willow Tree – cortometraggio (1911)
- Beyond the Law, regia di Laurence Trimble – cortometraggio (1911)
- By Way of Mrs. Browning – cortometraggio (1911)
- A Southern Soldier's Sacrifice, regia di William Humphrey – cortometraggio (1911)
- The Voiceless Message, regia di William V. Ranous – cortometraggio (1911)
- Testing His Courage – cortometraggio (1911)

### 1912
- How Tommy Saved His Father – cortometraggio (1912)
- Willie's Sister – cortometraggio (1912)
- Father and Son – cortometraggio (1912)
- A Cowboy Damon and Pythias – cortometraggio (1912)
- How States Are Made, regia di Rollin S. Sturgeon – cortometraggio (1912)
- Sunset; or, Her Only Romance – cortometraggio (1912)
- The Craven, regia di Rollin S. Sturgeon – cortometraggio (1912)
- Sheriff Jim's Last Shot, regia di Rollin S. Sturgeon – cortometraggio (1912)
- Il trionfo del diritto (The Triumph of Right), regia di Rollin S. Sturgeon – cortometraggio (1912)
- The Prayers of Manuelo, regia di Rollin S. Sturgeon – cortometraggio (1912)
- Her Brother, regia di Rollin S. Sturgeon – cortometraggio (1912)
- After Many Years, regia di Rollin S. Sturgeon – cortometraggio (1912)
- The Redemption of Red Rube, regia di Rollin S. Sturgeon – cortometraggio (1912)
- Her Spoiled Boy – cortometraggio (1912)
- Out of the Shadows, regia di Rollin S. Sturgeon – cortometraggio (1912)
- Una of the Sierras, regia di Ralph Ince – cortometraggio (1912)
- Omens of the Mesa, regia di Rollin S. Sturgeon – cortometraggio (1912)
- The Better Man, regia di Rollin S. Sturgeon – cortometraggio (1912)

### 1913
- A Bit of Blue Ribbon, regia di Rollin S. Sturgeon – cortometraggio (1913)
- The Angel of the Desert, regia di Rollin S. Sturgeon – cortometraggio (1913)
- The Joke on Howling Wolf, regia di Rollin S. Sturgeon (1913)
- Four Days (1913)
- When the Desert Was Kind, regia di Rollin S. Sturgeon (1913)
- According to Advice, regia di Rollin S. Sturgeon (1913)
- A Matter of Matrimony, regia di Rollin S. Sturgeon (1913)
- The Two Brothers, regia di Rollin S. Sturgeon (1913)
- Bedelia Becomes a Lady, regia di Rollin S. Sturgeon (1913)
- The Power That Rules, regia di Rollin S. Sturgeon (1913)
- Cinders, regia di Rollin S. Sturgeon (1913)
- The Sea Maiden, regia di Rollin S. Sturgeon (1913)
- What God Hath Joined Together, regia di Rollin S. Sturgeon (1913)
- The Yellow Streak, regia di William J. Bauman (1913)
- The Sixth Commandment, regia di William J. Bauman (1913)
- Slim Driscoll, Samaritan, regia di William J. Bauman (1913)
- A Doll for the Baby, regia di W.J. Bauman (William J. Bauman) (1913)
- Anne of the Trails, regia di William J. Bauman (1913)
- Piuma di gallina (The White Feather), regia di William J. Bauman (1913)
- At the Sign of the Lost Angel, regia di Rollin S. Sturgeon (1913)
- The King's Man, regia di W.J. Bauman (1913)
- Thieves, regia di William J. Bauman (1913)
- Sacrifice, regia di Hardee Kirkland (1913)
- The Uprising of Ann, regia di Hardee Kirkland (1913)

### 1914
- The Brute, regia di Hardee Kirkland – cortometraggio (1914)
- Anne of the Golden Heart, regia di Ulysses Davis (1914)
- How God Came to Sonny Boy, regia di Burton L. King (1914)
- The Way to Heaven, regia di Ulysses Davis (1914)
- A Little Madonna, regia di Ulysses Davis (1914)
- Mareea the Half-Breed, regia di Ulysses Davis (1914)
- Johanna, the Barbarian, regia di Ulysses Davis (1914)
- The Mystery of the Hidden House, regia di Ulysses Davis (1914)
- The Last Will, regia di Ulysses Davis (1914)
- The Power to Forgive, regia di George Stanley (1914)
- His Wife and His Work, regia di Ulysses Davis (1914)
- The Poor Folks' Boy, regia di Ulysses Davis (1914)
- Mareea, the Foster Mother, regia di Ulysses Davis (1914)
- Ann, the Blacksmith, regia di Ulysses Davis (1914)
- Everything Against Him, regia di Ulysses Davis (1914)
- Pure Gold, regia di Ulysses Davis (1914)

### 1915
- The Navajo Ring, regia di Ulysses Davis (1915)
- The Girl at Nolan's, regia di Ulysses Davis (1915)
- Her Gethsemane, regia di David Smith (1915)
- The Taming of Rita, regia di Ulysses Davis (1915)
- The Chalice of Courage, regia di Rollin S. Sturgeon (1915)
- The Valley of Humiliation, regia di Ulysses Davis (1915)
- The Red Stephano, regia di Ulysses Davis (1915)
- What Did He Whisper?, regia di Ulysses Davis (1915)
- The Quest of the Widow, regia di Ulysses Davis (1915)
- The Quarrel, regia di Ulysses Davis (1915)
- A Scandal in Hickville, regia di Ulysses Davis (1915)
- The Siren, regia di Ulysses Davis (1915)
- Willie Stayed Single, regia di Ulysses Davis (1915)
- Through Troubled Waters, regia di Ulysses Davis (1915)
- Barriers of Prejudice, regia di Ulysses Davis (1915)
- The Ebony Casket (1915)
- The Woman's Share, regia di Rollin S. Sturgeon (1915)
- Ghosts and Flypaper, regia di Ulysses Davis (1915)
- Cal Marvin's Wife, regia di Ulysses Davis (1915)

### 1916
- Bitter Sweet, regia di Jack Conway e Rollin S. Sturgeon (1916)
- A Squared Account, regia di William Wolbert (1916)
- Three Johns, regia di David Smith (1916)
- Sin's Penalty, regia di William Wolbert (1916)
- Some Chicken, regia di David Smith (1916)
- Miss Adventure, regia di William Wolbert (1916)
- The Cost of High Living, regia di William Wolbert (1916)
- Her Loving Relations, regia di David Smith (1916)
- Ashes, regia di William Wolbert (1916)
- The Foxy Trotters, regia di David Smith (1916)
- When It Rains, It Pours!, regia di William Wolbert (1916)
- Through the Wall, regia di Rollin S. Sturgeon (1916)
- The Mayor's Fall from Grace, regia di David Smith (1916)

### 1917
- The Mystery of Lake Lethe, regia di Rollin S. Sturgeon (1917)
- Periwinkle, regia di James Kirkwood (1917)
- Melissa of the Hills, regia di James Kirkwood (1917)
- The Price of a Good Time, regia di Phillips Smalley e Lois Weber (1917)
- The Little Princess, regia di Marshall Neilan (1917)

### 1918
- Unclaimed Goods, regia di Rollin S. Sturgeon (1918)
- Social Briars, regia di Henry King (1918)
- Her Moment, regia di Frank Beal (1918)
- The Ghost of Rosy Taylor, regia di Edward Sloman, Henry King (1918)
- The Demon, regia di George D. Baker (1918)
- Impossible Susan, regia di Lloyd Ingraham (1918)
- Johanna Enlists, regia di William Desmond Taylor (1918)

### 1919
- The Jungle Trail, regia di Richard Stanton (1919)
- The Weaker Vessel, regia di Paul Powell (1919)
- The Solitary Sin, regia di Frederick Sullivan (1919)
- Cupid Forecloses, regia di David Smith (1919)
- Six Feet Four, regia di Henry King (1919)
- Giorgetta e il suo chauffeur (Over the Garden Wall), regia di David Smith (1919)
- A Fighting Colleen, regia di David Smith (1919)

### 1920
- Pegeen, regia di David Smith (1920)
- Mrs. Temple's Telegram, regia di James Cruze (1920)
- The City of Masks, regia di Thomas N. Heffron (1920)
- The Chorus Girl's Romance, regia di William C. Dowlan (1920)

### 1921
- Il figlio adottivo (Nobody's Kid), regia di Howard C. Hickman (1921)
- The Wolverine, regia di William Bertram (1921)
- Ghost City, regia di William Bertram (1921)

### 1922
- The Ordeal, regia di Paul Powell (1922)
- L'isola delle perle (The Man Unconquerable), regia di Joseph Henabery (1922)
- La pitonessa (A Dangerous Game), regia di King Baggot (1922)

### 1923
- Main Street, regia di Harry Beaumont (1923)
- West of the Water Tower, regia di Rollin S. Sturgeon (1923)

### 1924
- The Heritage of the Desert, regia di Irvin Willat (1924)
- Il passo del destino (Love's Wilderness), regia di Robert Z. Leonard (1924)

### 1925
- The Goose Hangs High, regia di James Cruze (1925)
- Marry Me, regia di James Cruze (1925)
- La torre delle menzogne (The Tower of Lies), regia di Victor Sjöström (1925)

### 1927
- Three Hours
- Sitting Bull at the Spirit Lake Massacre, regia di Robert North Bradbury (Robert N. Bradbury) (1927)
- La danzatrice degli dei (The Devil Dancer), regia di Fred Niblo (1927)

### 1928
- The Night Flyer
- Wheel of Chance

### 1929
- Saturday's Children, regia di Gregory La Cava (1929)
- Prisoners, regia di William A. Seiter (1929)
- Smiling Irish Eyes, regia di William A. Seiter (1929)

### 1930
- Amore di domani (Lilies of the Field), regia di Alexander Korda (1930)

### 1936
- È arrivata la felicità (Mr. Deeds Goes to Town), regia di Frank Capra (1936)
- Una donna qualunque
- Un bacio al buio
- Pennies from Heaven, regia di Norman Z. McLeod

### 1938
- Il ragno nero